# Pseudobarbella attenuata
Pseudobarbella attenuata är en bladmossart som beskrevs av Noguchi 1973. Pseudobarbella attenuata ingår i släktet Pseudobarbella och familjen Meteoriaceae. Inga underarter finns listade i Catalogue of Life.